# Николета Киријакопулу
Николета Киријакопулу (грч. Νικολέτα Κυριακοπούλου; Атина, 21. март 1986) је грчка атлетска репрезентативка и рекордерка у скоку мотком, седмострука првакиња Грчке. 

## Каријера
Званично се почела такмичити 2003. када је имала 17 година и већ следеће године постала је национална првакиња у јуниорској конкуренцији. На првом великом такмичењу учествовала је 2005. Европском јуниорском првенству и била седма, а следеће године и на Светском јуниорском првенству у Пекингу где је заузела 6. место. Од тада до данас десет пута је поправљала национални рекорд, који данас износе 4,83 на отвореном и 4,80 у дворани. 
Први већи успех постигла је на Медитеранским играма 2009. у Пескари освојивши златну медаљу личним рекордом 4,50 м. Исте године, завршила је као 11. у Б групи квалификација на Светском првенству у Берлину. 
Николета Киријакопулу је два пута учествовала на Летњим олимпијским играма, три пута на светским и 4 пута на европским првенствима. Највећи успех постигла ја на Европском првенству 2012. у Хелсинкију освојивши треће место и бронзану медаљу.

## Значајнији резултати
| Година | Такмичење                    | Место                        | Пласман | Резултат  |
| ------ | ---------------------------- | ---------------------------- | ------- | --------- |
| 2005   | Европско јуниорско првенство | Каунас, Литванија            | 7       | 4,00      |
| 2006   | Светско јуниорско првенство  | Пекинг, Кина                 | 6       | 4,00      |
| 2007   | Универзијада                 | Бангкок, Тајланд             | 13 (кв) | 3,90      |
| 2008   | Олимпијске игре              | Пекинг, Кина                 | 27 (кв) | 4,15      |
| 2009   | Медитеранске игре            | Пескара, Италија             | 1       | 4,50 НР   |
| 2009   | Светско првенство            | Берлин, Немачка              | 19      | 4,40      |
| 2010   | Светско првенство у дворани  | Доха, Катар                  | финале  | НП        |
| 2010   | Европско првенство           | Барселона, Шпанија           | 13 (кв) | 4,25      |
| 2011   | Европско првенство у дворани | Париз, Француска             | 9       | 4,35      |
| 2011   | Светско првенство            | Тегу, Јужна Кореја           | 8       | 4,65      |
| 2012   | Европско првенство           | Хелсинки, Финска             | 3       | 4,60 =ЛРС |
| 2012   | Олимпијске игре              | Лондон, Уједињено Краљевство | 19      | 4,25      |
| 2013   | Европско првенство у дворани | Гетеборг, Шведска            | 10      | 4,36      |
| 2013   | Светско првенство            | Москва, Русија               | 13      | 4,45      |
| 2014   | Светско првенство у дворани  | Сопот, Пољска                | 12      | 4,30      |
| 2015   | Дијамантска лига             | Шангај, Кина                 | 1       | 4,71      |
| 2015   | Дијамантска лига             | Њујорк, САД                  | 2       | 4,80      |
| 2015   | Дијамантска лига             | Париз, Француска             | 1       | 4,83      |

## Лични рекорди
на отвореном
- 4,83 НР — 4. јул 2015. Париз

у дворани
- 4,81 НР — 17. фебруар 2016. Стокхолм